# Długi ogon
Długi ogon (ang. The Long Tail) – koncepcja, którą sformułował Chris Anderson w październiku 2004 w artykule dla magazynu Wired, celem opisania pewnych modeli biznesowych oraz ekonomicznych, zaobserwowanych w działalności firm takich jak Amazon.com, czy Netflix. Głosi ona, że posiadanie bardzo szerokiego asortymentu może zaowocować wygenerowaniem na pojedynczych, rzadko poszukiwanych pozycjach, sumarycznie większych obrotów niż osiągane na najpopularniejszych, masowo sprzedawanych towarach.
Koncepcja długiego ogona jest niejako zaprzeczeniem zasady Pareta, głoszącej w uproszczeniu, iż przedsiębiorstwa uzyskują ok. 80% przychodów dzięki sprzedaży jedynie 20% swojego asortymentu.

## Długi ogon w statystyce

Długi ogon oznaczono kolorem żółtym.

Termin długi ogon jest potocznie używany w statystyce, np. w odniesieniu do rozkładu majątku lub używalności wyrazów. Nazywa się nim właściwość, jaką obserwujemy w niektórych znanych rozkładach statystycznych (tj. rozkład Zipfa, rozkład Pareta, rozkład Lévy’ego). Wszystkie rozkłady przypominają przedstawiony na wykresie.
Są to w przybliżeniu wykresy funkcji potęgowej z wykładnikiem ujemnym. W wielu przypadkach zdarzenia rzadkie – długi ogon, reprezentowany na wykresie przez żółty kolor – zajmują większość obszaru pod krzywą, a więc sumarycznie dominują w populacji.

## Długi ogon w SEM
Specjaliści od SEM (ang. Search Engine Marketing) dopatrzyli się występowania zjawiska także w ich dziedzinie. Analizując statystyki odwiedzin niektórych witryn z wyszukiwarek internetowych można dojść do wniosku, że większość wizyt nie pochodzi z zapytań na hasła, na które prowadzona jest najbardziej intensywna promocja serwisu (keywords; słowa kluczowe).
Można wyróżnić trzy główne typy fraz długiego ogona:
- frazy informacyjne, np. „jak przygotować się do rozmowy o pracę” – odpowiadające na pytania użytkowników;
- frazy produktowe, np. „laptop asus vivobook 15 a512da 8gb” – skierowane do osób gotowych do zakupu;
- frazy lokalne, np. „dentysta kraków podgórze” – powiązane z konkretną lokalizacją[1].

Występujący tutaj długi ogon, wykorzystuje się poprzez optymalizację strony w taki sposób, aby zaistnieć na wysokich pozycjach w wynikach wyszukiwania SERP, na możliwie dużą liczbę różnych, związanych tematycznie fraz.
Marketingowcy wyliczają szereg zalet pozycjonowania strony na zapytania z długiego ogona, w tym: mniejszą konkurencję na takie frazy, niższy koszt uzyskania wysokiej pozycji, szybszy efekt niż w przypadku fraz ogólnych, wysoką stabilność uzyskanej pozycji, wyższy współczynnik konwersji, dopasowanie pod wyszukiwanie głosowe oraz jasną intencję użytkownika. Pozycjonowanie witryny na frazę typu long tail premiowane jest także przez Google - w tym zakresie najważniejszą zmianę przyniósł algorytm Koliber z 2013 roku.